# Ononis
Ononis es un género grande de hierbas y arbustos perennes de la familia Fabaceae. Llaman a miembros de este género quiebra arados o detiene bueyes porque son malas hierbas resistentes que pueden parar las gradas de los arados en los campos cultivados. Es una planta nativa de Europa.

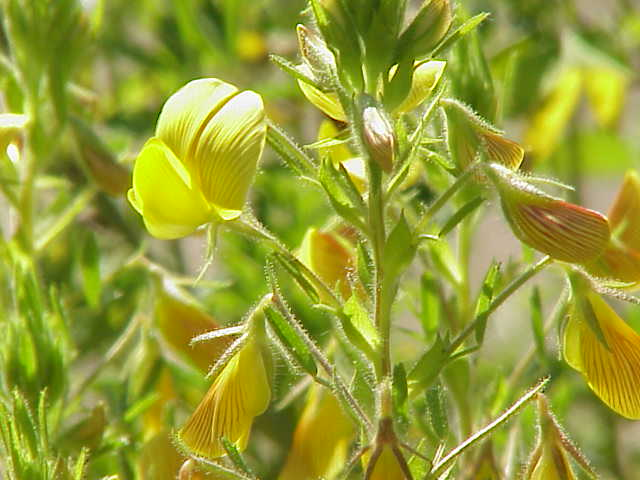
Ononis natrix, flores y follaje.

## Descripción
Son hierbas o subarbustos anuales o perennes, generalmente pubescentes, pelos eglandulares o glandulares. Hojas 1-3-folioladas, raramente compuesto imparapinnadas, más de 2 pares laterales de foliolos; foliolos generalmente dentados. Flores axilares, 1-3, sésiles o largamente pedunculadas, o formando racimos terminales o picos. Brácteas y bractéolas diminutos. Frutas lineales a oblongos, inflados o torulosos, semillas pocos a numerosos, reniforme.

## Taxonomía
El género fue descrito por Carlos Linneo y publicado en Species Plantarum 2: 716. 1753. La especie tipo es: Ononis spinosa L.  
Etimología
Ononis: nombre genérico que deriva del nombre griego clásico utilizado por Plinio el Viejo para Ononis repens, una de las varias plantas del Viejo Mundo que tiene tallos leñosos, flores axilares de color rosa o púrpura y hojas trifoliadas con foliolos dentados.

## Especies aceptadas
A continuación se brinda un listado de las especies del género Ononis aceptadas hasta abril de 2015, ordenadas alfabéticamente. Para cada una se indica el nombre binomial seguido del autor, abreviado según las convenciones y usos.
- Ononis adenotricha Boiss.
- Ononis afghanica Širj. & Rech.f.
- Ononis alba Poir.
- Ononis alopecuroides L.
- Ononis angustissima Lam.
- Ononis antennata Pomel
- Ononis aragonensis Asso
- Ononis atlantica Ball
- Ononis avellana Pomel
- Ononis biflora Desf.
- Ononis cephalantha Pomel
- Ononis cephalotes Boiss.
- Ononis chorassanica Bunge
- Ononis cintrana Brot.
- Ononis cossoniana Boiss. & Reut.
- Ononis crinita Pomel
- Ononis crispa L.
- Ononis cristata Mill.
- Ononis diffusa Ten.
- Ononis euphrasiifolia Desf.
- Ononis filicaulis Boiss.
- Ononis fruticosa L.
- Ononis hesperia (Maire) Förther & Podl.
- Ononis hirta Poir.
- Ononis hispida Desf.
- Ononis incisa Batt.
- Ononis jahandiezii Maire & Weiller
- Ononis laxiflora Desf.
- Ononis masquilierii Bertol.
- Ononis mauritanica (L.) L.
- Ononis mauritii (Maire & Sennen) Förther & Podl.
- Ononis maweana Ball
- Ononis megalostachys Munby
- Ononis minutissima L.
- Ononis mitissima L.
- Ononis natrix L.
- Ononis nuristanica Podlech
- Ononis oligophylla Ten.
- Ononis ornithopodioides L.
- Ononis pedicellaris (Batt.) Širj.
- Ononis pendula Desf.
- Ononis peyerimhoffii Batt.
- Ononis pinnata Brot.
- Ononis polyphylla Ball
- Ononis polysperma Barratte & Murb.
- Ononis pseudocintrana Andr.
- Ononis pseudoserotina Batt. & Pit.
- Ononis pubescens L.
- Ononis pusilla L.
- Ononis reclinata L.
- Ononis reuteri Boiss.
- Ononis rosea Durieu
- Ononis rotundifolia L.
- Ononis saxicola Boiss. & Reut.
- Ononis serotina Pomel
- Ononis serrata Forssk.
- Ononis speciosa Lag.
- Ononis spinosa L.
- Ononis striata Gouan
- Ononis subcordata Cav.
- Ononis subspicata Lag.
- Ononis thomsonii Oliv.
- Ononis tournefortii Coss.
- Ononis tridentata L. - amacho, asnallo.[3]
- Ononis vaginalis M.Vahl
- Ononis variegata L.
- Ononis verae Širj.
- Ononis villosissima Desf.
- Ononis viscosa L.
- Ononis zygantha Maire & Wilczek